# Far Cry 3
Far Cry 3 (estilizado como FARCRY3) es un videojuego de disparos en primera persona y acción, creado por Ubisoft Montreal y publicado por Ubisoft. Fue lanzado oficialmente el 29 de noviembre de 2012 para las consolas PlayStation 3, Xbox 360 y Microsoft Windows. En junio de 2018, el juego se amplió para PlayStation 4 y Xbox One, y se lo pudo adquirir anticipadamente al comprar el pase de temporada de Far Cry 5.
El protagonista es Jason Brody, quien durante un viaje de paracaidismo con un grupo de amigos y familiares, aterrizan en las ficticias islas Rook —un archipiélago tropical, situado en el sudeste asiático—, pero son capturados por un grupo de piratas liderados por Vaas Montenegro, uno de los principales antagonistas. Jason escapa del lugar con la ayuda de su hermano mayor, Grant, a quien Vaas asesina con un disparo en el cuello. Posteriormente, decide convertirse en un guerrero —con la ayuda de la tribu Rakyat nativa de las islas—, con el fin de rescatar a sus amigos capturados y salir finalmente del lugar. El mapa ofrece un mundo abierto, por lo que el jugador puede explorar diferentes lugares, cazar animales, recolectar plantas para crear recetas, conquistar territorios enemigos, entre otras actividades. También dispone de misiones secundarias y minijuegos para mejorar habilidades y conseguir dinero extra. Además, cuenta con elementos de un juego de rol como el árbol de habilidades y la experiencia, esta última con varios niveles de mejora para el personaje.
Ubisoft Montreal colaboró con el equipo de desarrollo global de su homónimo, incluidos Massive Entertainment, Ubisoft Shanghai, Ubisoft Bucarest, Ubisoft Reflections y Red Storm Entertainment. El desarrollo del juego se reinició parcialmente en 2010, tras la salida de varios empleados del personal creativo. El equipo evaluó la retroalimentación de Far Cry 2 e identificó las áreas que necesitaban mejorar o eliminar. El diseño de la isla requirió un arduo esfuerzo por parte del personal; Jamie Keen, principal responsable, lo describió como «el segundo personaje más importante». Far Cry 3 se inspiró de películas y programas de televisión como Apocalypse Now y Lost, y de videojuegos como The Elder Scrolls V: Skyrim y Red Dead Redemption. El actor Michael Mando fue contratado para interpretar a Vaas Montenegro.
Su demo se anunció en la convención E3 2011, realizada en junio. En su estreno, Far Cry 3 recibió elogios de la crítica, principalmente dirigidos a sus personajes, el diseño del mapa y su modo de juego, aunque el multijugador recibió críticas negativas. A pesar de las pocas ventas anticipadas, logró éxito comercial, con un total de diez millones de copias. Fue nominado a múltiples premios de fin de año incluido el de «Mejor juego del año» y «Mejor juego de disparos». Ubisoft posteriormente expandió el título, cuando lanzó Far Cry 3: Blood Dragon en mayo de 2013. En noviembre de 2014 salió su secuela, Far Cry 4.

## Modo de juego
Far Cry 3 es un videojuego de disparos en primera persona que contiene elementos de videojuego de rol, tales como los puntos de experiencia, árboles de habilidades y un menú de creación. El mapa se sitúa en las ficticias islas Rook —un archipiélago tropical situado en el sudeste asiático—, las cuales están dominadas por piratas. Los jugadores controlan a Jason Brody, con quien realizan misiones y cumplen objetivos de diversas maneras. El personaje es capaz de matar enemigos utilizando armas de fuego como fusiles de asalto, rifles de francotirador, lanzagranadas y lanzacohetes, y explosivos como minas terrestres y granadas. Se dispone de la función de sigilo para evitar la atención de los adversarios; por ejemplo, es posible buscar el puesto avanzado de un rival usando una cámara para marcar las ubicaciones de cada uno, o lanzar rocas para distraerlos. También se puede realizar ataques cuerpo a cuerpo sigilosamente, con armas silenciadas y cuchillos de combate, y así evitar que los enemigos desencadenen alarmas y soliciten refuerzos. Las habilidades se recogen ganando experiencia al completar misiones y eliminando rivales, y se desbloquean en tres modos, tematizados como la Araña, la Garza y el Tiburón. Cada uno brinda mejoras de diferentes aspectos para el personaje; la Garza proporciona mayor precisión con las armas y aumenta la capacidad de contener la respiración para usar mira telescópica, así como de algunos movimientos cuerpo a cuerpo sin armas. El Tiburón ofrece aumento en la salud y resistencia del protagonista, y la Araña confiere más velocidad de recarga en la movilidad del personaje y en la utilización del arco y sus flechas. A medida que se adquieren las habilidades, un tatuaje tribal en el antebrazo de Jason crece en consecuencia.
El mapa es un mundo abierto que los jugadores pueden explorar libremente. Jason dispone de una amplia variedad de vehículos, como buggys, vehículos todoterreno, camiones de carga, motos acuáticas, barcos y un ala delta. Más adelante, los jugadores encontrarán un traje de alas que el personaje puede usar. Jason se topará con diferentes asentamientos amistosos donde podrá comprar armas, materiales y misiones secundarias, como las de caza y de asesinato. Las islas Rook están habitadas por una amplia variedad de vida silvestre y, al cazar diferentes animales y recolectar sus cadáveres, se obtiene los materiales necesarios para crear nuevos elementos, como fundas para armas y bolsas de munición. Los jugadores pueden acumular plantas verdes para producir jeringas, que curan a Jason cuando su salud se agota durante los combates, o brindar otras ventajas de juego. Asimismo Jason puede escalar diferentes torres de radio y quitar sus codificadores. Cuando estos son destruidos, se abren áreas del mapa, se descubren varios puntos de interés, se desbloquea una nueva arma y se consigue el acceso a una misión secundaria de suministro y a contrarreloj; en esta misión se deberá entregar medicinas lo más rápido posible de un lugar a otro. Mientras los piratas dominen el lugar, los jugadores pueden infiltrarse y liberar numerosos puestos de control de enemigos. Una vez conquistado el puesto rival, se convierte en una base para los rebeldes, lo que desbloquea misiones secundarias adicionales. También se vuelve un lugar en el que se puede viajar rápidamente y comercializar con proveedores. Posteriormente, se lanzó un parche para permitir a los jugadores restablecer los puestos de control. Al explorar el mundo, se suscitan eventos inesperados, como que Jason sea atacado por la vida salvaje o por patrullas piratas que transitan en el área. El juego ofrece misiones de pruebas de los Rakyat, que son desafíos de combate a contrarreloj; a la vez, brinda diferentes minijuegos como el póquer, el lanzamiento de cuchillos y los desafíos de disparos, así como reunir diferentes objetos coleccionables como reliquias y tarjetas de memoria.
El juego presenta un modo multijugador cooperativo que pueden usar entre cuatro y dieciséis usuarios en las modalidades de campaña, y que presenta siete clases diferentes: infiltrado, milicia, comando, guerrero, cazador, francotirador y Rusher. Los jugadores pueden personalizar el equipamiento y las armas de cada una. En este modo, disponen de la opción «grito de guerra», que aumenta la salud, la precisión y la velocidad de carrera del equipo. Asimismo, Far Cry 3 incluye modos multijugador competitivos como «combate a muerte» y «dominación», en los que dos equipos se disputan la captura de puntos de control. También está «transmisión», una variante de «dominación» donde los puntos de control son transmisores de radio que cambian de ubicación. En «tormenta de fuego», un equipo necesita encender dos depósitos de combustible que tiene el grupo contrario mientras protegen el suyo para que no se los quemen, y luchan contra las llamas a la vez que intentan llegar a una antena parabólica. El juego cuenta con un editor de mapas que permite a los usuarios crear y compartir contenido personalizado. Los jugadores pueden crear sus mapas con diferentes paisajes, así como agregar edificios, árboles, vehículos y unidades controladas por la IA.

## Argumento

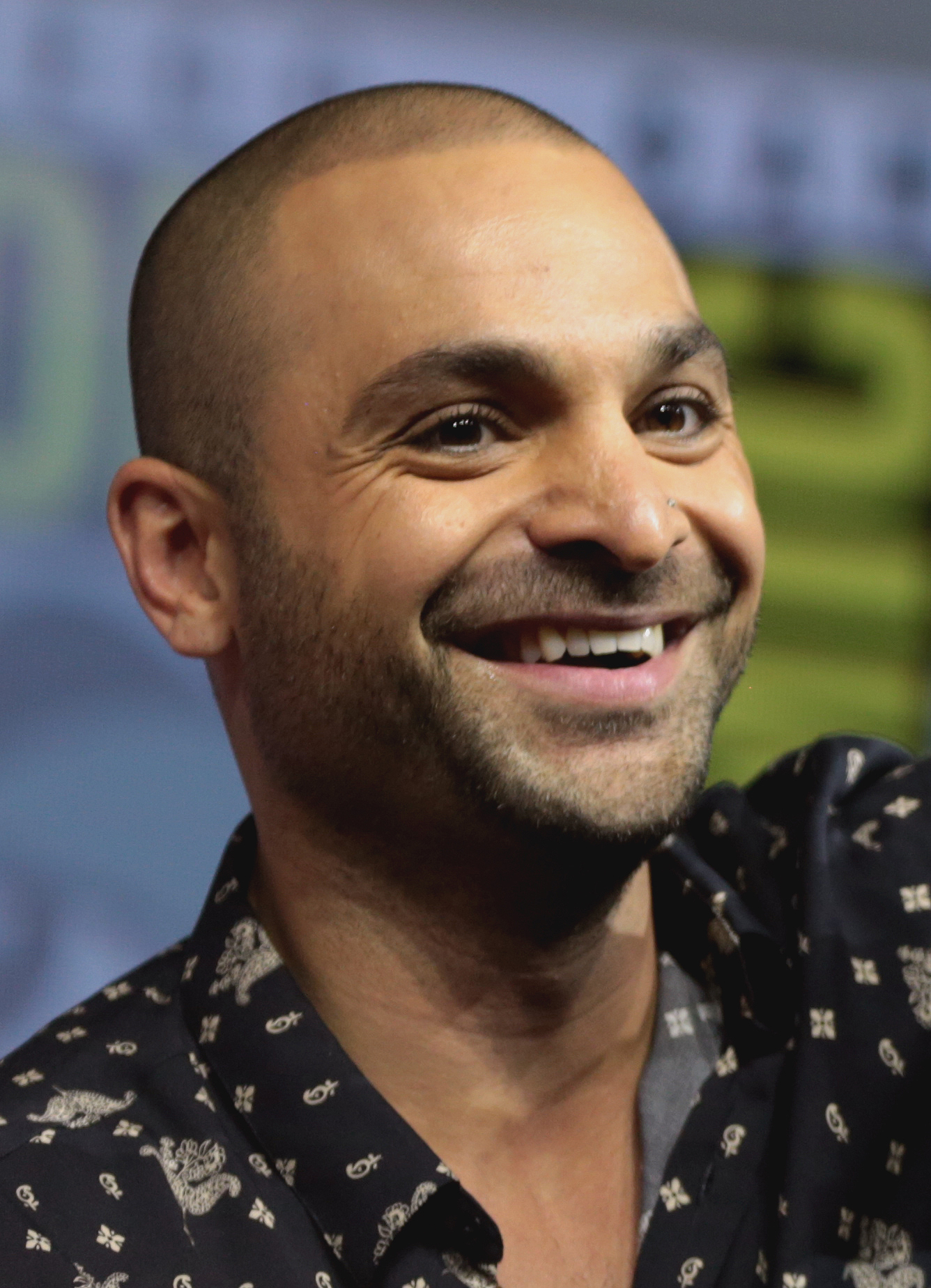
El actor Michael Mando interpretó a Vaas Montenegro, uno de los principales antagonistas.

Jason Brody está de vacaciones con un grupo de amigos y sus dos hermanos en Bangkok, Tailandia. Mientras realizan un viaje de paracaidismo, aterrizan en las ficticias islas Rook ocupadas por piratas. Allí, son capturados por Vaas Montenegro, líder de la banda, quien planea venderlos como esclavos. Jason escapa del lugar con la ayuda de su hermano mayor, Grant, a quien Vaas asesina de un disparo en el cuello. Jason se une a los nativos después de haber sido rescatado por Dennis Rogers, un miembro adoptado de la tribu nativa Rakyat de las islas, quien le presenta a Citra, la líder de la tribu ―y hermana de Vaas―. Ella le informa que, si bien Vaas es sin duda un enemigo, la verdadera amenaza es Hoyt Volker, un despiadado traficante de personas que utiliza las islas para su red de contrabando. Jason promete matar a Vaas, con el fin de liberar la isla de los piratas y rescatar a sus amigos. Mientras ayuda a la tribu, se encuentra a una de sus amigas, Daisy, en la casa del botánico Dr. Earnhardt. A medida que pasa la historia, los Rakyat comienzan a creer que Jason es la reencarnación del mítico ancestro guerrero de la tribu. Citra y sus seguidores lo veneran y le imploran que se quede y libere a su pueblo.
Con la ayuda de Earnhardt y del agente de la CIA Willis Huntley, Jason ayuda a los Rakyat a recuperar la isla de los piratas, lo que se suscita una serie de enfrentamientos y misiones de sabotaje, con el fin de debilitar el grupo de Vaas; en el proceso, el protagonista se encuentra y rescata a su novia, Liza, y a sus amigos Keith y Oliver. En otro momento, Citra tiene relaciones sexuales con Jason mientras él está bajo los efectos de los alucinógenos, para luego pedirle nuevamente que se quede en la isla. El protagonista decide quedarse, se despide de sus amigos y se dirige a la base pirata, donde descubre que Vaas le ha tendido una trampa. Jason sobrevive a una intensa batalla contra los piratas que ocupan toda la base y, al adentrarse en una casa ―usada como refugio―, cae en un estado delirante, similar a un sueño. Bajo ese estado, se enfrenta a múltiples duplicados de Vaas y, tras vencer a estas réplicas, se encuentra con el auténtico. Luego de varios golpes, Jason logra sacar el cuchillo Dragón y, tras un último esfuerzo, apuñala en el pecho a Vaas y le ocasiona la muerte. Jason despierta con Citra en el templo de la tribu y le jura que asesinará a Hoyt con sus propias manos.
Luego de que Jason matara a Vaas, Willis lo envía a la isla sur para conectarse con Sam Becker, otro agente encubierto que trabaja directamente con Hoyt. Durante este tiempo, Jason descubre que su hermano menor, Riley, está vivo y que Hoyt lo mantiene cautivo. Sam lo ayuda a acercarse a Hoyt, por lo que el protagonista destruye la red de contrabando de este, posteriormente lo asesina en una pelea con cuchillos y al final consigue salvar a su hermano.
Jason y Riley regresan a la casa de Earnhart, solo para encontrar todo el lugar en llamas, a sus amigos desaparecidos y a Earnhart gravemente herido. Este último le comenta a Jason que Citra es la responsable, por lo que el protagonista se dirige al templo para enfrentarse contra ella; ahí el jugador tiene varias opciones para concluir el juego: matar a sus amigos y quedarse en la isla para siempre, o liberarlos y dejar atrás el pueblo Rakyat.

### Campaña cooperativa
El modo de juego está ambientado seis meses antes de los eventos de la campaña de un jugador. La historia se centra en cuatro personajes: Callum, el gánster escocés; Leanard, el policía corrupto; Mijaíl, el sicario ruso; y Tisha, una exsoldado, quienes son estafados por piratas y pierden su dinero. Esto lleva a los cuatro a perseguirlos y finalmente aterrizar en las islas de Far Cry 3.

## Desarrollo
Brian Tyler compuso la partitura original del juego, en tanto Ubisoft Montreal se desempeñó como desarrollador principal. La producción involucró varios estudios del mismo: Massive Entertainment creó la parte multijugador del juego, Ubisoft Shanghai diseñó las misiones y creó la IA de la vida silvestre, Ubisoft Bucarest proporcionó control de calidad, Ubisoft Reflections apoyó en el diseño de vehículos, Red Storm Entertainment fue responsable de realizar la versión para PC y la interfaz de usuario, y West Studio creó el arte conceptual. La preproducción comenzó en 2008 y más de noventa personas trabajaron en ella. Inicialmente, se planeó que Far Cry 3 formara una narrativa única y coherente con las entregas anteriores de la serie, aunque la idea se descartó cuando el desarrollo se reinició parcialmente en 2010, debido a la partida de varios miembros del personal creativo ―incluido su jefe― y el director narrativo. El 6 de noviembre de 2012, Ubisoft confirmó su producción del juego. Es el primero de la serie que utiliza el motor Dunia 2, una versión modificada y mejorada del modelo utilizado en Far Cry 2. El motor se creó para mejorar el rendimiento de los juegos basados en Dunia en consolas y para agregar funciones de renderizado más complejas, como la iluminación global.

### Diseño del juego
A diferencia del modelo de juegos tradicionales, en el que los diseñadores calculaban cuidadosamente dónde y cómo colocar la vegetación ―y su entorno― siguiendo las medidas de una cuadrícula, el equipo experimentó con imágenes más dinámicas y utilizó un algoritmo proporcionado por Dunia Engine para generar rápidamente de forma procedimental el diseño de un área grande. Luego, se ajustó manualmente la ubicación de diferentes objetos y se probó el resultado. El hecho de evitar patrones repetitivos permitió que el mundo sea impredecible y realista, y que las interacciones con la vida silvestre y los enemigos se sintieran genuinas incluso cuando los jugadores exploraran la misma área nuevamente. Los espacios se crearon con la idea de que su existencia sea coherente; por ejemplo, algunos puestos de control de enemigos son sitios de industrias, cruciales para que los piratas operen en las islas Rook. El equipo quería que los jugadores creyeran que los espacios que exploran «existen por una razón», no simplemente con fines de juego, y estos esfuerzos por crear una civilización aumentaron la credibilidad del mundo. Al crear el espacio de dicho escenario, se inspiraron en las series The Elder Scrolls y Red Dead Redemption en la forma en que estas recompensan a los jugadores con progresión. Para evitar repetitividad en la entrega, se crearon más de 250 encuentros hostiles diferentes, además de un sistema que recuerda cada uno y lo recicla solo después de un tiempo prolongado. También pensaron que esto permitiría aumentar la diversidad de la experiencia del juego.
El personal evaluó los elementos de su predecesor y determinó cuáles debían incluir o mejorar. La degradación de las armas y la infección de malaria se eliminaron porque consideraron que hacían al juego «menos divertido». Según el productor Dan Hay, el mundo de Far Cry 2 es «estéril» y no cambia aun con las acciones de los participantes. Por lo tanto, decidieron darle «más vida» a la secuela y crear una «civilización real». En Far Cry 3 las acciones de los usuarios impactan en el mundo; por caso, la influencia de Vaas se reduce gradualmente a medida de que Jason libera campamentos de enemigos. Las islas Rook se diseñaron para que los jugadores tengan un sinfín de oportunidades y actividades, incitándolos a explorar para que no se aburran. El equipo introdujo misiones secundarias que permiten aprender más sobre la historia y los habitantes de las islas. El mundo se creó abiertamente, de modo que es posible realizar libremente acciones dentro del juego sin tener que apresurarse a completar las misiones principales. «Para nosotros es importante que tengas esa sensación de que puedes hacer algo porque quieres. El juego siempre te permite hacerlo», mencionó Keen. El equipo también intentó aumentar la accesibilidad de los viajes mejorando la mecánica de conducción del juego. Dentro de cada misión, los participantes pueden elegir libremente su estilo, ya sea que opten por eliminar enemigos usando el sigilo o la potencia de fuego. Keen consideró que las islas Rook son el «segundo personaje más importante». Según dijo, el mundo es «atractivo y repulsivo» y adelantó que los jugadores se sentirían «seducidos por el lugar y toda la gente que lo habita». Parte de la inspiración del juego se tomó de medios como Apocalypse Now y Lost.

### Historia
El diseñador de niveles, Mark Thompson, afirmó que en un juego de Far Cry la moralidad no es absoluta y que siempre hay un «espacio moral gris». El equipo evitó intencionalmente introducir un sistema que juzgara las acciones de los jugadores. Este aspecto se ve cuando Jason asesina a los piratas para rescatar a sus amigos y sobrevivir en la isla hostil. El grupo se inspiró en Apocalypse Now, The Deer Hunter y Deliverance en el momento que se redactó la historia. Asimismo, el personal concibió el trabajo como un juego de disparos en primera persona, que implica matar a muchos personajes no jugables para tener éxito, lo cual significaba que en la historia debía haber conflictos armados o de lo contrario se produciría una disonancia ludonarrativa, que podría obstaculizar el desarrollo y la experiencia general. A medida que Jason mata personas, se vuelve cada vez más tolerante a la violencia. El productor del juego, Dan Hay, afirmó que los usuarios notarían la evolución del personaje con el transcurso de la historia, desde su voz hasta la forma de interactuar. Las secuencias de alucinaciones de Jason están destinadas a reflejar su estado desordenado psique. Thompson las describió como «secuencias introspectivas» en la conciencia del protagonista, en la que cuestiona las acciones de los jugadores. Yohalem se inspiró en los niveles oníricos de Prince of Persia. Hay declaró que la historia trata sobre el costo de convertirse en un héroe y cómo Jason comienza a mostrar similitudes con el villano.
Jeffrey Yohalem diseñó una historia que examina las mentes de los jugadores. Far Cry 3 fue descrito como «consciente de sí mismo», ya que reacciona al estilo de juego del usuario. Yohalem mencionó la intención de contrastar la diferencia entre los jugadores y el personaje principal; en su opinión, los primeros se divierten jugando, mientras que Jason se ve obligado a emprender un terrible viaje matando gente. La capacidad de explorar libremente el mundo y disfrutar de las actividades que puede ofrecer, ignorando la urgencia de salvar a los amigos de Jason, tiene como objetivo reflejar la mentalidad interna de los jugadores. Según Yohalem, el juego puede revelar la perspectiva personal de un usuario y si este está dispuesto a «matar a estos personajes en el juego por puro entretenimiento». La historia y el mundo están inspirados en Pulp Fiction, A History of Violence, Requiem for a Dream y Exit Through The Gift Shop. A diferencia del universo opresivo de Far Cry 2, el sucesor está inspirado en Alicia en el país de las maravillas; Yohalem afirmó que el juego evidencia que algunos participantes se quedan atrapados voluntariamente en un mundo virtual bellamente diseñado, en lugar de pasar tiempo con personas reales.
Inicialmente, Ubisoft Montreal diseñó al villano como un hombre calvo y musculoso que se parecía a «un perro bullmastiff de 136 kilos y [medía] 1,80 metros de altura». El personaje fue rediseñado después de que Michael Mando audicionara para el papel, ya que su físico era muy diferente de lo planeado por los desarrolladores. Una segunda versión del personaje se llamó Pyro y presentaba un cuerpo muy mutilado, aunque esos rasgos se eliminaron más tarde, ya que la interpretación de Mando con el antagonista Vaas permitió que su personalidad se expresara a través de gestos sutiles. El equipo lo imaginó como un villano «encantador pero amenazador». Hay comparó a Vaas con Darth Vader, dado que sus actos de presencia suelen ser cortos y breves, pero también llamativos y estimulantes para los jugadores. A la vez, lo describió como un personaje muy directo, lo que ayudó a consolidar el estatus inicial de Jason como «víctima». Yohalem agregó que la muerte de Vaas en el punto medio del juego se inspiró en la novela Al faro, en la que la protagonista muere a mitad de la historia y el resto de la trama explora su ausencia. Los enemigos están controlados por la IA que fue diseñada para ser creíble, lo que se manifiesta en el hecho de que estos cometan errores durante el combate. Elias Toufexis fue elegido para dar voz a Jason Brody y lo interpretó por dos años, aunque posteriormente fue remplazado por Gianpaolo Venuta.

## Promoción y lanzamiento
Far Cry 3 se anunció en junio de 2011 durante la conferencia de prensa de Ubisoft en el E3 2011. Se lanzó una versión beta para la parte multijugador para los usuarios que compraran Tom Clancy's Ghost Recon: Future Soldier en GameStop antes del 22 de mayo de 2012. Posteriormente, salió una aplicación complementaria llamada Far Cry The Outpost para iOS y Android, donde los jugadores podían administrar su carga multijugador y monitorear su progreso. Durante la promoción en el evento PAX, los participantes que se afeitaran la cabeza o se hicieran un tatuaje tribal permanente recibieron una copia gratuita del título. Ubisoft encargó a Michael Lambert, un aficionado de Minecraft, y a los artistas Axel Janssen y Yohann Delcourt la creación de un mapa personalizado y un paquete de texturas que imitara la ambientación y los personajes del juego dentro de Minecraft. El paquete de texturas, junto con un mapa de aventuras personalizado llamado «Far Cry 3-Minecraft», se publicó en octubre de 2012. Una serie web de cuatro partes llamada Far Cry: The Experience, protagonizada por Mando como Vaas y Christopher Mintz-Plasse, se anunció en noviembre de 2012.
El lanzamiento estaba programado para el 4 de septiembre de 2012 para Microsoft Windows, PlayStation 3 y Xbox 360, pero se retrasó al 29 de noviembre en las regiones de Europa, Medio Oriente y África, al 30 de noviembre en el Reino Unido y al 4 de diciembre en los Estados Unidos. En la fecha de lanzamiento, la versión para Windows sufrió problemas con el servidor que provocaron que el juego no funcionara temporalmente. Las personas que reservaron el juego obtuvieron acceso al paquete «The Lost Expeditions», que incluyó dos misiones de un jugador tituladas The Forgotten Experiment e Ignition in the Deep y una pistola de bengalas para el multijugador. Del mismo modo para quienes lo hicieron en GameStop, consiguieron un pase del paquete «Monkey Business Pack», que agrega cuatro misiones al juego.
Far Cry 3: Blood Dragon, la expansión independiente, se lanzó en mayo de 2013. Se desarrolla en una isla de mundo abierto retrofuturista con jugadores controlando al sargento Rex «Power» Colt, un cíborg. El juego sirve como parodia de películas de acción de las décadas de 1980 y 1990. Posteriormente se lo incluyó junto con Far Cry 2 y Far Cry Classic en un juego recopilatorio llamado Far Cry: The Wild Expedition, y estuvo disponible para PlayStation 3, Xbox 360 y PC. Desde el 29 de mayo de 2018, los jugadores que compraran el pase de temporada de Far Cry 5 o la Gold Edition para PC podían acceder a la Classic Edition, una versión de relanzamiento para PlayStation 4 y Xbox One.

## Recepción
James Stephanie Sterling de Destructoid comentó que el juego hace mayor énfasis en la narración en comparación con sus predecesores y que le gustó el elenco de personajes. Sterling calificó la historia como «bien escrita» y presentada «con estilo». Matt Bertz de Game Informer compartió la opinión y calificó la historia de «convincente». La actuación de Mando como Vaas fue bien recibida por los críticos; Ryan Taljonick de GamesRadar declaró que su presencia hizo que algunas misiones fueran «memorables». Mitch Dyer de IGN señaló que Jason es un personaje con quien es fácil identificarse debido a sus muchos defectos. Kevin VanOrd de GameSpot cuestionó algunas de las decisiones narrativas, como el fuerte énfasis en el consumo de drogas. Otros aspectos de la historia, como la transformación de Jason en un guerrero eficaz en un corto período de tiempo y la temprana muerte de Vaas, fueron criticados negativamente. Bob Mackey de 1Up.com consideró que el juego carece de argumento, pues el personaje principal pasa de ser tímido y asustadizo, a un despiadado asesino «que mata a hordas de oponentes». Tanto Bramwell como Tom Francis de PC Gamer comentaron sobre el diseño lineal de la misión principal; Francis describió como «una visita guiada por todas las formas más torpes de combinar la historia y los videojuegos hasta que ambos se rompan». Arthur Gies de Polygon criticó la historia por ser un cliché. También desvaloró el manejo que hace el juego de temas como la misoginia, la homofobia y el tropo del salvador blanco.
El escenario de las islas recibió opiniones favorables. Tom Bramwell de Eurogamer afirmó que son la razón principal por la que quedó cautivado con el juego, particularmente a las diversas actividades y la historia del lugar. Expresó su agrado con la inteligencia artificial en los animales salvajes, lo que hace a Far Cry 3 «impredecible». Bertz afirmó lo mismo y mencionó que el entorno es «variado y hermoso», y también apreció su diseño para acomodar múltiples estilos de juego. VanOrd valoró el esfuerzo que Ubisoft puso en el diseño de las islas Rook, dijo que «Far Cry 3 no se trata tanto de la historia sino de su mundo» y lo calificó de «fascinante y centrado». Por otro lado, Dyer expresó su satisfacción con los objetos coleccionables, lo que enriquece la historia de la isla. Según él, la entrega tiene un asombroso «sentido del lugar y una cultura y paisaje cautivadores». Arthur Gies de Polygon también quedó «impresionado» por el diseño del mundo, que en su opinión permite que «ocurran varios eventos nunca antes vistos y que los sistemas fluyan y se entrelacen». Taljonick añadió que este modo de juego contribuyó a algunas historias personales que son únicas para cada jugador.
Los críticos en general disfrutaron del modo de juego. Sterling, por ejemplo, elogió la libertad dada a los jugadores para abordar los objetivos, aunque consideró que muchos de los propósitos secundarios se volvieron repetitivos. En general se elogió la accesibilidad, aunque se señaló que los viajar son una molestia para los usuarios. Bramwell apreció la libertad del mundo, citó el sigilo como uno de los puntos fuertes y destacó la naturaleza adaptativa del combate. VanOrd compartió la opinión, calificando al sigilo como «una maravilla», y elogió el juego por presentar oportunidades que permiten a uno experimentar y ser creativo. Tanto a Bertz como a Taljonick le gustaron las mejoras en el juego, como la inclusión de puntos de viaje rápido y la eliminación del mal funcionamiento de las armas, aunque al primero le decepcionó que la IA que controla a los enemigos siga determinados patrones. Gies elogió la riqueza de contenidos del juego, aunque advirtió que podía resultar «intimidante».
El modo multijugador no fue bien recibido por la crítica. Sterling comentó que carece de nuevas ideas y lo comparó con Call of Duty. Aunque expresó su agrado por los esfuerzos realizados en este modo ―que comparó con Left 4 Dead―, criticó la falta de atributos de los avatares de los jugadores. Francis señaló que el modo cooperativo es «divertido», aunque le decepcionó la falta de un servidor web. Bramwell dijo que los componentes de este apartado son los menos interesantes, apreció la presencia de contenido adicional y dijo que era un «paquete generoso». Dyer tuvo una opinión más negativa sobre los componentes multijugador, a los que calificó de «aburridos», y criticó el confuso diseño del mapa. Consideró que el componente cooperativo convirtió al juego en un «shooter que no va a ningún lado».

### Ventas
Las ventas anticipadas del juego estuvieron por debajo de las expectativas de Ubisoft. En los Estados Unidos, fue el sexto videojuego más vendido según NPD Group. en 2012. También fue el segundo lanzamiento más exitoso en el país en diciembre de ese año. Para enero de 2013, se convirtió en el segundo juego más vendido, detrás de Black Ops II. En el Reino Unido, fue el noveno lanzamiento más adquirido en 2012. En su semana de estreno, se convirtió en el segundo juego más vendido, solo por detrás de Black Ops II. Posteriormente, superó a este como el más vendido de la última semana de 2012.
Más de 4,5 millones de copias fueron vendidas en 2012, lo que ayudó a aumentar los ingresos de Ubisoft de hasta un 143 % —sumado a las ventas de Assassin's Creed III—, contabilizado en 73 millones de dólares. En octubre de 2014, Ubisoft informó que el juego había vendido aproximadamente diez millones de copias.

## Premios y nominaciones
| Año  | Premio                                                       | Categoría                                                            | Resultado | Ref.            |
| ---- | ------------------------------------------------------------ | -------------------------------------------------------------------- | --------- | --------------- |
| 2013 | Premios del Círculo de Críticos de Videojuegos de Nueva York | Mejor juego                                                          | Nominado  | [ 104 ]         |
| 2013 | Premios del Círculo de Críticos de Videojuegos de Nueva York | Mejor escritura en un juego                                          | Nominado  | [ 104 ]         |
| 2013 | Premios del Círculo de Críticos de Videojuegos de Nueva York | Mejor mundo (islas Rook)                                             | Nominado  | [ 104 ]         |
| 2013 | Premios del Círculo de Críticos de Videojuegos de Nueva York | Mejor actuación general (Michael Mando como Vaas Montenegro)         | Nominado  | [ 104 ]         |
| 2013 | 16.° edición anual de D.I.C.E. Awards                        | Juego del año                                                        | Nominado  | [ 105 ]         |
| 2013 | 16.° edición anual de D.I.C.E. Awards                        | Juego de acción del año                                              | Nominado  | [ 105 ]         |
| 2013 | 16.° edición anual de D.I.C.E. Awards                        | Logro destacado en animación                                         | Nominado  | [ 105 ]         |
| 2013 | 16.° edición anual de D.I.C.E. Awards                        | Logro destacado en dirección de arte                                 | Nominado  | [ 105 ]         |
| 2013 | 16.° edición anual de D.I.C.E. Awards                        | Logro destacado en la dirección del juego                            | Nominado  | [ 105 ]         |
| 2013 | 16.° edición anual de D.I.C.E. Awards                        | Logro destacado en composición musical original                      | Nominado  | [ 105 ]         |
| 2013 | 16.° edición anual de D.I.C.E. Awards                        | Logro destacado en la interpretación de personajes (Vaas Montenegro) | Nominado  | [ 105 ]         |
| 2013 | 9.° Premio BAFTA al Mejor Juego                              | Mejor juego (Dan Hay, Patrick Plourde, Patrik Methe)                 | Nominado  | [ 106 ]         |
| 2013 | 9.° Premio BAFTA al Mejor Juego                              | Acción (Dan Hay, Patrick Plourde, Patrik Methe)                      | Ganador   | [ 106 ]         |
| 2013 | 9.° Premio BAFTA al Mejor Juego                              | Logro artístico (Jean-Alexis Doyon, Genseki Tanaka, Vincent Jean)    | Nominado  | [ 106 ]         |
| 2013 | 9.° Premio BAFTA al Mejor Juego                              | Logro en audio (Dan Hay, Tony Gronick, Brian Tyler)                  | Nominado  | [ 106 ]         |
| 2013 | 9.° Premio BAFTA al Mejor Juego                              | Diseño de juegos (Patrick Methè, Jamie Keen)                         | Nominado  | [ 106 ]         |
| 2013 | 9.° Premio BAFTA al Mejor Juego                              | Historia (Jeffrey Yohalem, Lucien Soulban, Li Kuo)                   | Nominado  | [ 106 ]         |
| 2013 | NAVGTR Awards                                                | Juego del año                                                        | Nominado  | [ 107 ]         |
| 2013 | NAVGTR Awards                                                | Dirección de arte, contemporánea                                     | Nominado  | [ 107 ]         |
| 2013 | NAVGTR Awards                                                | Diseño de control, 3D                                                | Ganador   | [ 107 ]         |
| 2013 | NAVGTR Awards                                                | Dirección en el cine de videojuegos                                  | Nominado  | [ 107 ]         |
| 2013 | NAVGTR Awards                                                | Diseño de juegos, franquicia                                         | Nominado  | [ 107 ]         |
| 2013 | NAVGTR Awards                                                | Gráficos/Técnico                                                     | Ganador   | [ 107 ]         |
| 2013 | NAVGTR Awards                                                | Actuación principal en un drama (Michael Mando como Vaas Montenegro) | Nominado  | [ 107 ]         |
| 2013 | NAVGTR Awards                                                | Iluminación/Texturizado                                              | Nominado  | [ 107 ]         |
| 2013 | NAVGTR Awards                                                | Banda sonora original, franquicia                                    | Nominado  | [ 107 ]         |
| 2013 | NAVGTR Awards                                                | Efectos sonoros                                                      | Nominado  | [ 107 ]         |
| 2013 | NAVGTR Awards                                                | Escribir en un drama                                                 | Nominado  | [ 107 ]         |
| 2013 | NAVGTR Awards                                                | Juego, Franquicia Acción                                             | Nominado  | [ 107 ]         |
| 2013 | Premios Seleccionados por Desarrolladores de Videojuegos     | La mejor tecnología                                                  | Ganador   | [ 108 ]         |
| 2013 | Premios Seleccionados por Desarrolladores de Videojuegos     | Mejores Artes Visuales                                               | Nominado  | [ 108 ]         |
| 2013 | Premios del gremio de Game Audio Network                     | Audio del año                                                        | Nominado  | [ 109 ] [ 110 ] |
| 2013 | Premios del gremio de Game Audio Network                     | Diseño de sonido del año                                             | Nominado  | [ 109 ] [ 110 ] |
| 2013 | Premios del gremio de Game Audio Network                     | Mejor diálogo                                                        | Ganador   | [ 109 ] [ 110 ] |
| 2013 | Premios del gremio de Game Audio Network                     | Mejor mezcla de audio                                                | Ganador   | [ 109 ] [ 110 ] |
| 2013 | Premio Palanca de Mando de Oro                               | Juego del año                                                        | Nominado  | [ 111 ]         |
| 2013 | Premio Palanca de Mando de Oro                               | Mejor diseño visual                                                  | Nominado  | [ 111 ]         |
| 2013 | Premio Palanca de Mando de Oro                               | El mejor momento de los videojuegos (La definición de locura)        | Ganador   | [ 111 ]         |
| 2013 | 4.° Premios canadienses de videojuegos                       | Juego del año                                                        | Ganador   | [ 112 ]         |
| 2013 | 4.° Premios canadienses de videojuegos                       | El mejor juego de consola                                            | Nominado  | [ 112 ]         |
| 2013 | 4.° Premios canadienses de videojuegos                       | Mejor animación                                                      | Ganador   | [ 112 ]         |
| 2013 | 4.° Premios canadienses de videojuegos                       | Mejor diseño de juego                                                | Ganador   | [ 112 ]         |
| 2013 | 4.° Premios canadienses de videojuegos                       | La mejor innovación en juegos                                        | Nominado  | [ 112 ]         |
| 2013 | 4.° Premios canadienses de videojuegos                       | Mejor personaje nuevo (Vaas Montenegro)                              | Ganador   | [ 112 ]         |
| 2013 | 4.° Premios canadienses de videojuegos                       | Mejores Artes Visuales                                               | Ganador   | [ 112 ]         |
| 2013 | 4.° Premios canadienses de videojuegos                       | Mejor escritura                                                      | Nominado  | [ 112 ]         |
| 2013 | 4.° Premios canadienses de videojuegos                       | Premio de elección de los fans de Future Shop                        | Ganador   | [ 112 ]         |

## Legado
El éxito del juego ayudó a posicionar a la franquicia, considerándose desde entonces como «una serie exitosa». Dom Peppiatt de GamesRadar escribió que Far Cry 3 y Blood Dragon ayudaron a cimentar el dominio de Ubisoft en los géneros de disparos en primera persona de mundo abierto y su posición como desarrollador y editor. Muchas características del juego, como la presencia de torres y la caza de vida silvestre, se utilizaron posteriormente en otros proyectos de Ubisoft que no pertenecen a la serie Far Cry.
Ubisoft inicialmente planeó hacer una secuela narrativa directa del juego, que incluía el regreso de Jason como protagonista y otros personajes secundarios, así como la resurrección de Vaas, pero el proyecto fue rápidamente descartado. El 18 de noviembre de 2014 se lanzó Far Cry 4, ambientado en la región del Himalaya y que estaría disponible para Windows, PlayStation 3, PlayStation 4, Xbox 360 y Xbox One. Su sucesor incluye un nuevo elenco de personajes y un nuevo mapa.